# Caspiana

Armênia arsácida. Caspiana está no extremo leste

Paitacarã (em armênio/arménio: Փայտակարան; romaniz.: Paytakaran/P’aytakaran), também conhecida como Caspiana, é a décima primeira província histórica da Armênia segundo Ananias de Siracena, a mais oriental do antigo reino. Situada nos cursos inferiores dos rios Araxes e Cura, a leste de Otena, no que corresponde hoje ao noroeste do Irã e sul do Azerbaijão.
A província fez parte do Reino da Armênia de Artaxias I (r. 190/189–160/159) no século II a.C. até Pompeu em 59 a.C. decidir reorganizar a região. Em seguida, foi recapturada e permaneceu sob controle armênia até 428, momento da abolição da monarquia, quando foi integrada com Atropatene.

## Distritos
A província era dividida em onze gavares (cantões ou distritos):
- Rotestak (Հրաքոտ–Պերոժ);
- Vardanacerta (Վարդանակերտ);
- Ewt’np’orakean-bagink’ (Յոթնփորակյան Բագինք);
- Bałan-ṙot / Ṙot-i Bała (Ռոտ-ի-Բաղա);
- Aros (Առոս);
- Picano (Պիճան);
- Hani (Հանի);
- At’ši-Bagauna (Աթշի–Բագավան);
- Espandarano-Peroz (Սպանդարան-Պերոժ);
- Hormisda-Peroz (Որմիզդ-Պերոժ);
- K’eokean ? (Քոեկյանը);
- Alevano (Ալևան).